# Дакараму
Дакараму — да, 31-я буква алфавита телугу,  обозначает звонкий альвеолярный взрывной согласный. Акшара-санкхья — 8 (восемь).
Гунинтам: ద, దా, ది, దీ, దు, దూ, దె, దే, దై, దొ, దో, దౌ.
Подстрочная форма написания Даватту в сравнении с подстрочными формами в каннада и кхмерском:

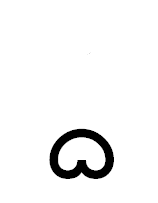
Даватту (телугу)
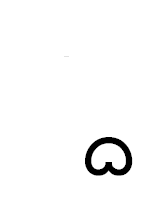
Даотту (подстрочная «да»)
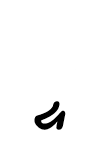
Тьенг то (кхмерский)